# Sinfonietta nr. 2 (Weinberg)
Mieczysław Weinberg voltooide zijn Sinfonietta nr. 2 in 1960.
De term sinfonietta staat voor een kleine symfonie, maar laat altijd in het midden of dat klein terug te voeren is op “kleine bezetting’, “kortdurend” of licht klinkend. Sinfonietta nr. 2 van Weinberg is geschreven voor kleine bezetting (strijkorkest en pauken) en kortdurend (circa 18 minuten). Dat de Pools/Russische componist koos voor de term Sinfonietta is opvallend. Zijn Tweede symfonie en Kamersymfonie nr. 2 zijn namelijk ook voor kleine bezetting geschreven. De sinfonietta vond al snel zijn weg naar de concertzaal. Dat was mede te danken aan het inmiddels opgerichte Kamerorkest van Moskou en diens dirigent Rudolf Barshai, destijds een promotor van de muziek van Weinberg. Het werd destijds uitgevoerd op 19 november 1960 in de grote concertzaal van het Conservatorium van Moskou. 
De sinfonietta kent vier delen:
- Allegro
- Allegretto
- Adagio
- Andantino